# Chocky
Chocky è un romanzo fantascientifico breve di John Wyndham, pubblicato nel 1968.
Dal romanzo l'autore trasse anche una serie di tre adattamenti televisivi, andati in onda in Inghilterra fra il 1984 ed il 1985.

## Storia editoriale
Il romanzo è stato pubblicato nel 1968 presso l'editore Michael Joseph di Londra, edito in Italia il 22 marzo 1970 nella collana di fantascienza Urania (numero 536) e ripubblicato:
- nel settembre 1980, nella serie di raccolte monografiche Biblioteca di Urania, all'interno dell'antologia Mutanti e mutazioni (dedicato all'opera di Wyndham);
- nel 1984, nella collana I massimi della fantascienza;
- nel 1990, da Salani, nella collana "Le linci", con il titolo "L'amica invisibile".

## Trama
(Chocky a David Gore, Cap. XI)
Matthew Gore è un ragazzo di dodici anni, che condivide le passioni e le abitudini di tanti suoi coetanei. Un giorno, però, inizia a manifestare strani comportamenti: fa domande insolite, manifesta abilità mai mostrate prima, e viene colto in dialoghi con un interlocutore invisibile. 
In un primo momento, i genitori adottivi sospettano che Matthew abbia un amico immaginario, simile agli inesistenti compagni di giochi di tanti bimbi più piccoli. Tuttavia, il comportamento del ragazzo contrasta con questo quadro; le domande che egli rivolge riguardano argomenti insolite e, soprattutto, indagano le ragioni di fenomeni che qualunque ragazzo darebbe per scontati. Anche a scuola, i risultati cambiano; ci sono professori, con un atteggiamento più aperto, che apprezzano le nuove capacità, e insegnanti più conservatori, che suggeriscono ai genitori di Matthew, di non confondere la mente del ragazzo con le nozioni che evidentemente gli stanno inculcando. Ad esempio, il professore di matematica, esorta i genitori del ragazzo a non insistere a spiegargli il codice binario, perché così gli stanno confondendo le idee. Il problema è che i genitori di Matthew non gli hanno inculcato alcunché, per cui la fonte delle nozioni e delle nuove capacità del ragazzo è da ricercarsi in qualche altra origine.
Progressivamente, David Gore, il padre adottivo di Matthew, si rende conto che l'amico invisibile di suo figlio è tutt'altro che immaginario, fino al punto da intavolare un inquietante dialogo con questo strano ospite della sua famiglia.

## Critica
Chocky è un romanzo scritto nello stile tipico di Wyndham: procede cioè senza scossoni, con una progressività che sciorina il quotidiano - in questo caso il quotidiano di una famiglia qualunque - in cui però sta avvenendo qualcosa di curioso. I pezzi del puzzle non riescono ad andare a posto seguendo l'idea più lineare; la soluzione, per quanto assurda, è quella più improbabile.
La spaccatura che si crea fra i due genitori, relativamente all'atteggiamento nei confronti di Chocky, è quanto di più realistico e psicologicamente sfumato; l'aria di crisi che aleggia sulla coppia viene colta dal padre, che accetta la situazione e riesce a entrare in sintonia con la delicata situazione del ragazzo. L'impressionante dialogo che David ha con l'"ospite", che, nel finale, gli parla attraverso il corpo di Matthew, è possibile proprio grazie alla sua apertura mentale e all'amore che egli nutre per il proprio figlio adottivo.

## Edizioni
- (EN) John Wyndham, Chocky, 1ª ed., Londra, Michael Joseph, 1968.
- John Wyndham, Chocky, traduzione di Maria Benedetta De Castiglione, Urania, n. 536, Milano, Arnoldo Mondadori Editore, 1970,  p. 168.
- John Wyndham, L'amica invisibile, traduzione di Maria Benedetta De Castiglione, Le Linci, n. 4, Salani, 1990,  p. 175, ISBN 978-88-7782-158-4.